# Witiaź Podolsk (piłka nożna)
Witiaź Podolsk (ros. Футбольный клуб «Витязь» Подольск, Futbolnyj Kłub "Witiaź" Podolsk) – rosyjski klub piłkarski z siedzibą w Podolsku, w obwodzie moskiewskim.

## Historia
- 1936—1937: Zawod Podolsk (ros. «Завод» Подольск)
- 1938—1945: Snajpier Podolsk (ros. «Снайпер» Подольск)
- 1946—1965: Spartak Podolsk (ros. «Спартак» Подольск)
- 1966—1970: Torpedo Podolsk (ros. «Торпедо» Подольск)
- 1971—1991: Maszynostroitiel Podolsk (ros. «Машиностроитель» Подольск)
- 1992: Kinotawr Podolsk (ros. «Кинотавр» Подольск)
- 1991—1995: Torpedo Podolsk (ros. «Торпедо» Подольск)
- 1996: PDSK Podolsk (ros. «ПДСК» Подольск ((Подольский домостроительный комбинат))
- 1997: Witiaź-Diesna Podolsk (ros. «Витязь-Десна» Подольск)
- 1998: Krasnaja Gorka-Witiaź Podolsk (ros. «Красная горка-Витязь» Подольск)
- 1999—...: Witiaź Podolsk (ros. «Витязь» Подольск)

Piłkarska drużyna Witiaź została założona w 1996 w Podolsku jako PDSK Podolsk (Podolskij Domostroitielnyj Kombinat). Chociaż już od 1936 w mieście funkcjonowała drużyna, której następcą był Witiaź. Drużyna pod różnymi nazwami od 1949 do 1973 z przerwami uczestniczyła w rozgrywkach Drugiej Ligi Mistrzostw ZSRR.
W Mistrzostwach Rosji w 1992 występował w Drugiej Lidze, grupie 3 klub Kinotawr Podolsk, jednak zajął ostatnie 21 miejsce i został pozbawiony statusu klubu profesjonalnego.
Nowo powstały w 1996 klub PDSK Podolsk startował w Amatorskiej Lidze, gdzie występował do 2000, kiedy to w turnieju finałowym zdobył awans do Drugiej Dywizji, grupy Centralnej.
W 2007 klub zajął pierwsze miejsce i awansował do Pierwszej Dywizji.

## Sukcesy
- 3 miejsce w Trzeciej Grupie ZSRR: 1946 (jako Spartak)
- 1/64 finału w Pucharze ZSRR: 1936, 1938 (jako Zawod i Snajper)
- 1 miejsce w Rosyjskiej Drugiej Dywizji: 2007
- 1/8 finału w Pucharze Rosji: 2009

## Zawodnicy
- / Muchsin Muchamadijew
- / Jerry-Christian Tchuissé